# جائزة سان مارينو الكبرى 2005
جائزة سان مارينو الكبرى 2005 هو سباق فورمولا 1 أقيم بتاريخ 24 أبريل 2005 في حلبة إنزو دينو فيراري، إيمولا، إميليا-رومانيا، إيطاليا. كان الرابع من أصل 19 في بطولة العالم لسباقات الفورمولا واحد موسم 2005. حلّ الإسباني فرناندو ألونسو أولا بينما جاء الألماني مايكل شوماخر في المركز الثاني وحصل على المركز الثالث النمساوي ألكساندر وورز.

## الترتيب النهائي
| الترتيب | السائق            | النقاط |
| ------- | ----------------- | ------ |
| 1       | فرناندو ألونسو    | 36     |
| 2       | يارنو ترولي       | 20     |
| 3       | مايكل شوماخر      | 10     |
| 4       | جانكارلو فيزيكيلا | 10     |
| 5       | ديفيد كولتهارد    | 9      |
| المصدر: |                   |        |